# Raionul Teofipol, Hmelnîțkîi
Teofipol (în ucraineană Теофіпольський район, transliterat: Teofipolskîi raion) este un raion în regiunea Hmelnîțkîi, Ucraina. Reședința sa este așezarea de tip urban Teofipol.

## Demografie
Componența lingvistică a raionului Teofipol
     Ucraineană (98,88%)
     Alte limbi (0,84%)
Conform recensământului din 2001, majoritatea populației raionului Teofipol era vorbitoare de ucraineană (98,88%), existând în minoritate și vorbitori de alte limbi.